# HMS Duke of Wellington (1852)
HMS Duke of Wellington (Корабль Её Величества «Дюк ов Веллингтон») (первоначально HMS Windsor Castle, переименован 14 сентября 1852 года в день смерти 1-го герцога и премьер-министра Артур Уэлсли Веллингтона) — 131-пушечный винтовой линейный корабль 1 ранга. Был спущен на воду в 1852 году и стал образцом быстрых технологических изменений в военно-морском флоте, нёс парусное вооружение и паровую машину одновременно. Флагманский корабль британского адмирала Чарльза Нэпира.

## Служба

### Крымская война
Впервые вступил в бой в 1854 году во время Крымской войны в качестве флагманского корабля Балтийской эскадры под командованием вице-адмирала Чарльза Нэпира.

### Конец службы
Продан в 1904 году на дрова и гвозди.

## Однотипные корабли
Наряду с HMS Duke of Wellington в британском флоте было три однотипных корабля, оснащённых, однако, более мощной сконструированной специально для них паровой машиной:
- HMS Marlborough, флагман средиземноморской эскадры в 1858—1864 годах
- HMS Prince of Wales
- HMS Royal Sovereign, переоборудованный на стапеле в паровой винтовой линейный корабль